# Janusz Król
Janusz Król (ur. 21 stycznia 1951 w Miłkach) – polski kompozytor, dyrygent, profesor Uniwersytetu Jana Kochanowskiego w Kielcach.

## Życiorys
W 1969 ukończył liceum ogólnokształcące w Olsztynie, a dwa lata później – Państwową Szkołę Muzyczną (II stopnia) w tym mieście. W latach 1971–1975 odbył studia w Państwowej Wyższej Szkole Muzycznej w Łodzi, uzyskując dyplom magistra sztuki z wyróżnieniem. Kwalifikacje I stopnia w dziedzinie sztuk muzycznych uzyskał w 1986 na Akademii Muzycznej im. Fryderyka Chopina w Warszawie, natomiast przewód kwalifikacyjny II stopnia przeprowadził w 1998 na Akademii Muzycznej w Łodzi.
W 1975 podjął pracę w Wyższej Szkole Pedagogicznej w Kielcach, przekształconej następnie w Akademię Świętokrzyską i Uniwersytet Jana Kochanowskiego. W 1998 został profesorem nadzwyczajnym w Instytucie Edukacji Muzycznej, którego był wcześniej – od 1993 do 1996 – wicedyrektorem. W latach 1999–2005 pełnił funkcję prorektora ds. studenckich i dydaktycznych, a od 2005 do 2008 był prodziekanem Wydziału Pedagogicznego i Artystycznego. W 2008 został ponownie wybrany prorektorem uczelni. Cztery lata później uzyskał reelekcję.
Występował w kraju i za granicą, m.in. w Belgii, Bułgarii i na Ukrainie. Uczestniczył w prawykonaniu „Te Deum” Mirosława Niziurskiego, „Stabat Mater” Giovanniego Battisty Pergolesiego oraz „Gloria” Antonia Vivaldiego. W 1999 został kierownikiem Chóru Instytutu Edukacji Muzycznej. Za swoją działalność zawodową został odznaczony m.in. Złotym i Srebrnym Krzyżem Zasługi.